# Pibere
Anthus (pibere) er en slægt af fugle i familien Motacillidae, der findes i næsten alle verdensdele. De fleste af de 44 arter findes dog i Afrika og Eurasien. Fra Danmark kendes blandt andre engpiber, skærpiber og skovpiber.
Piberne i slægten Anthus er plettede ligesom lærkerne, ofte både på over- og underside, men adskiller sig blandt andet ved at tarsens sider ikke er opdelt i plader. Når fuglen sidder stille, rager vingespidserne længere bagud end halespidsen. De to køn er oftest ens og ungfuglene ligner de voksne. Æggene er plettede.

## Arter
Nogle af de omkring 44 arter i slægten Anthus:
- Storpiber, Anthus richardi
- Mongolsk piber, A. godlewskii
- Markpiber, A. campestris
- Tajgapiber, A. hodgsoni
- Skovpiber , A. trivialis
- Engpiber, A. pratensis
- Rødstrubet piber, A. cervinus
- Skærpiber, A. petrosus
- Bjergpiber, A. spinoletta